# Ланг, Рейн
Рейн Ланг (эст. Rein Lang; род. 4 июля 1957 года в Тарту, Эстония) — эстонский политик, член Партии реформ с 1995 года, дипломат. С 6 апреля 2011 года по 4 декабря 2013 года министр культуры Эстонии.

## Биография
С 13 апреля 2005 по 5 апреля 2011 года был министром юстиции Эстонии, с 21 мая по 4 июня 2009 года параллельно занимал должность исполняющего обязанности министра внутренних дел Эстонии.
21 ноября 2013 года 40 депутатов Рийгикогу — центристы, социал-демократы и члены фракции «Объединение демократов» — инициировали объявление Рейну Лангу вотума недоверия, но не удалось получить необходимого количества голосов. За вотум недоверия министру культуры проголосовали 38 депутатов, в то время как необходимо было получить поддержку не менее 51 парламентария. Кроме перечисленных выше оппозиционных фракций, за вотум недоверия Лангу проголосовал также Андрес Херкель, являющийся членом входящей в правящую коалицию партии Союз Отечества и Res Publica. Вечером того же дня в передаче Эстонского телевидения «Kahekõne» ('диалог') Рейн Ланг сообщил, что решил уйти в отставку.

## Личная жизнь
Отец Ланга был назначен на работу в советское посольство в Хельсинки. Следовательно, Рейн Ланг вырос отчасти в Финляндии, стал свободно говорить на финском. Ланг получил базовое образование в Таллине в Английском колледже, и окончил с отличием Тартуского университета в 1980 год.
Ланг в сожительстве с Ульви Кууск, с которой он встречается с 1979 года. Есть дочь.

## Награды
- Кавалер ордена «За заслуги» (2004, Франция)[2].